# Ralph Earl

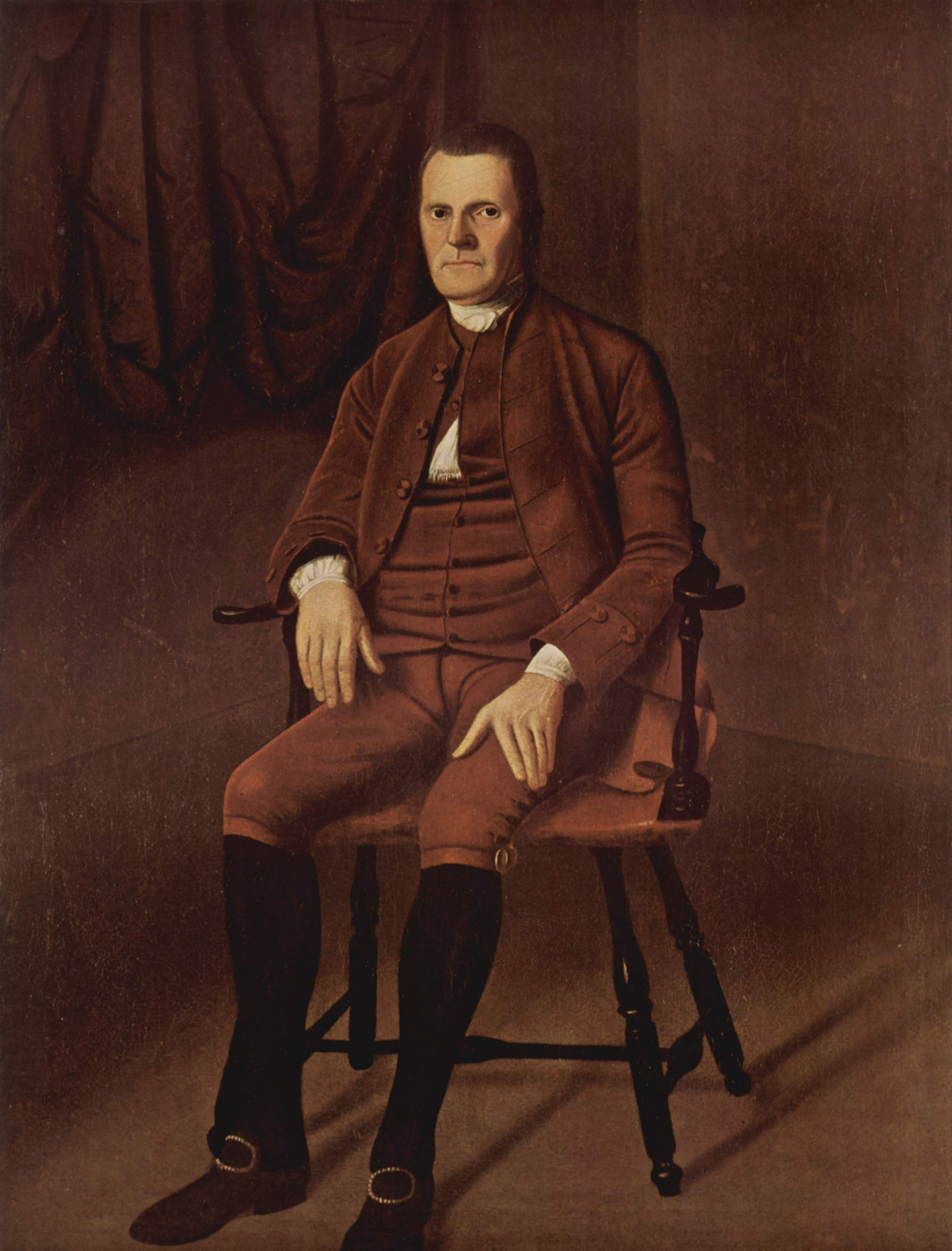
Porträt des Roger Sherman, 1775/77

Ralph Earl (* 11. Mai 1751 in Shrewsbury, Province of Massachusetts Bay; † 16. August 1801 in Bolton, Connecticut) war ein amerikanischer Maler, der sich hauptsächlich der Porträtmalerei widmete, aber auch einige Landschafts- und Historiengemälde schuf.

## Leben
Der spätere Künstler war der Älteste der vier Geschwister Earl, zu denen der spätere Maler James Earl (1761–1796) zählte. Das zweigeschossige Haus ihrer Eltern Ralph und Phebe Whittemore Earl (auch Earll und Earle geschrieben), Famer in Leicester, heute Ortsteil von Paxton (Massachusetts), ist bis zum heutigen Tag erhalten geblieben.
Seine künstlerischen Fähigkeiten erwarb Ralph Earl als Autodidakt. Die Anwesenheit eines Porträtmalers namens John Earll in New Haven (Connecticut) – wo er sich niederzulassen gedachte – lässt sich durch Zeitungsannoncen vom Juli des Jahres 1774 belegen. Nicht geklärt ist, ob eine Verwandtschaft mit Letzterem bestand. Im August desselben Jahres heiratete Earl in Leicester seine Cousine Sarah Gates, ließ sie aber mit der wenige Monate nach der Eheschließung geborenen Tochter Phebe bei den Schwiegereltern zurück, als er sich nachweislich in New Haven etablierte, wo das Porträt des Roger Sherman (1775/76) entstand. Im Jahr 1775 besuchte er die Stätten der kurze Zeit zuvor ausgetragenen Gefechte von Lexington und Concord (19. April) und schuf, in Zusammenarbeit mit dem Kupferstecher Amos Doolittle (1754–1832) vier Schlachtenszenen. Während Vater Earl sich im Amerikanischen Unabhängigkeitskrieg (1775–1783) den Patrioten anschloss, hielt der Sohn zu den Loyalisten und musste, nachdem seine Gattin, die ihm einige Monate zuvor nach New Haven gefolgt war, im Mai 1777 den Sohn John zur Welt gebracht hatte, im Frühjahr 1778 nach England fliehen.

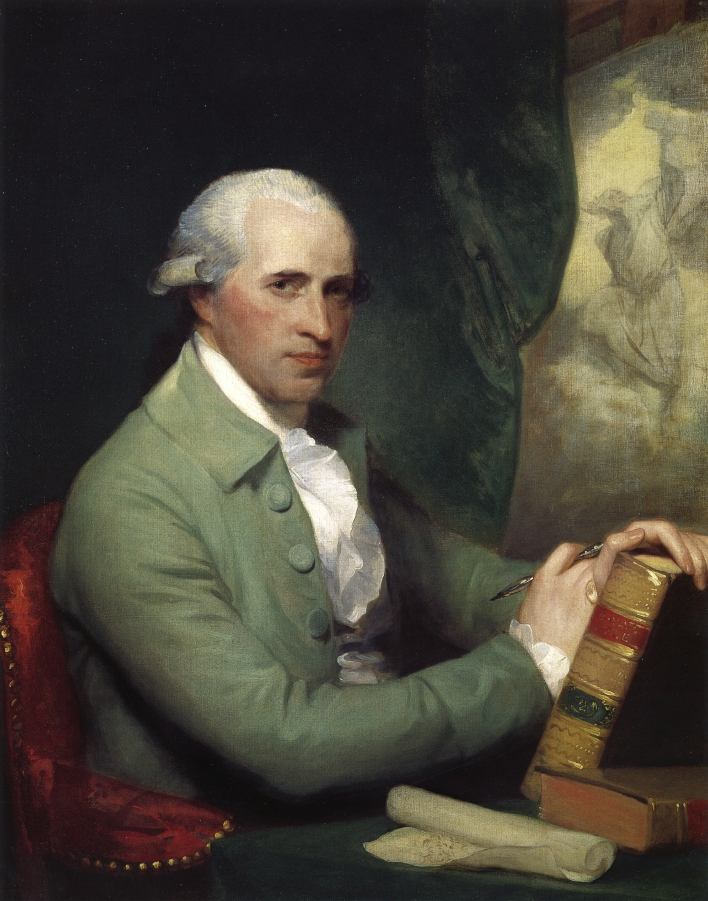
Gilbert Stuart: Benjamin West (1783/84). Ralph Earls Lehrer in England.

General John Burgoynes Generalquartiermeister John Morney (1751–1817) war Earl bei der Flucht behilflich und unterstützte ihn auch nach der Ankunft in England – wo er sich bis 1785 als Porträtmaler niederließ – indem er ihn mit potentiellen Auftraggebern bekannt machte. Er nahm dort auch, bei dem Porträt- und Historienmaler Benjamin West (1738–1820), sein Studium der Malerei wieder auf und stellte im Jahr 1783 erstmals in der Royal Academy of Arts aus. Obwohl seine erste Ehe nicht geschieden war, heiratete er im Jahr 1784 oder 1785 Ann Whiteside (1762–1826), mit der er 1785 nach Amerika zurückkehrte. Aus dieser Ehe gingen zwei weitere Kinder hervor: die Tochter Mary Ann (1786–1866) und der Sohn Ralph E.W. (* 1785 oder 1788).
Die Familie führte in Amerika ein unstetes Leben, das sie über Boston (1785) nach New York führte – wo Ralph Earl wegen seiner Schulden von September 1786 bis Januar 1788 eine Gefängnisstrafe verbüßte, während der er weiter porträtierte. Er verbrachte den Rest seines Lebens damit, in verschiedenen Bundesstaaten und an unterschiedlichsten Orten (Connecticut, Long Island, Vermont, Massachusetts) Auftragsarbeiten – unter anderem auch Landschaften – auszuführen. Seine bedeutendsten Auftraggebern dieser Zeit waren die miteinander verschwägerten Familien Boardman und Tayler in Milford, für die er mindestens vierzehn Porträts und eine Landschaft schuf.
Ralph Earl starb, schließlich auch von seiner zweiten Frau getrennt, im Jahr 1801 im Alter von 50 Jahren, vermutlich als Alkoholiker.
Sein Sohn Ralph E. W. Earl (1785/88–1838) ergriff den Beruf seines Vaters und wurde ein erfolgreicher Maler. Er heiratete die Nichte Andrew Jacksons, des 7. Präsidenten der Vereinigten Staaten. Ralph Earls Neffe Augustus Earle (1793–1838) war ebenfalls Maler.

## Werk

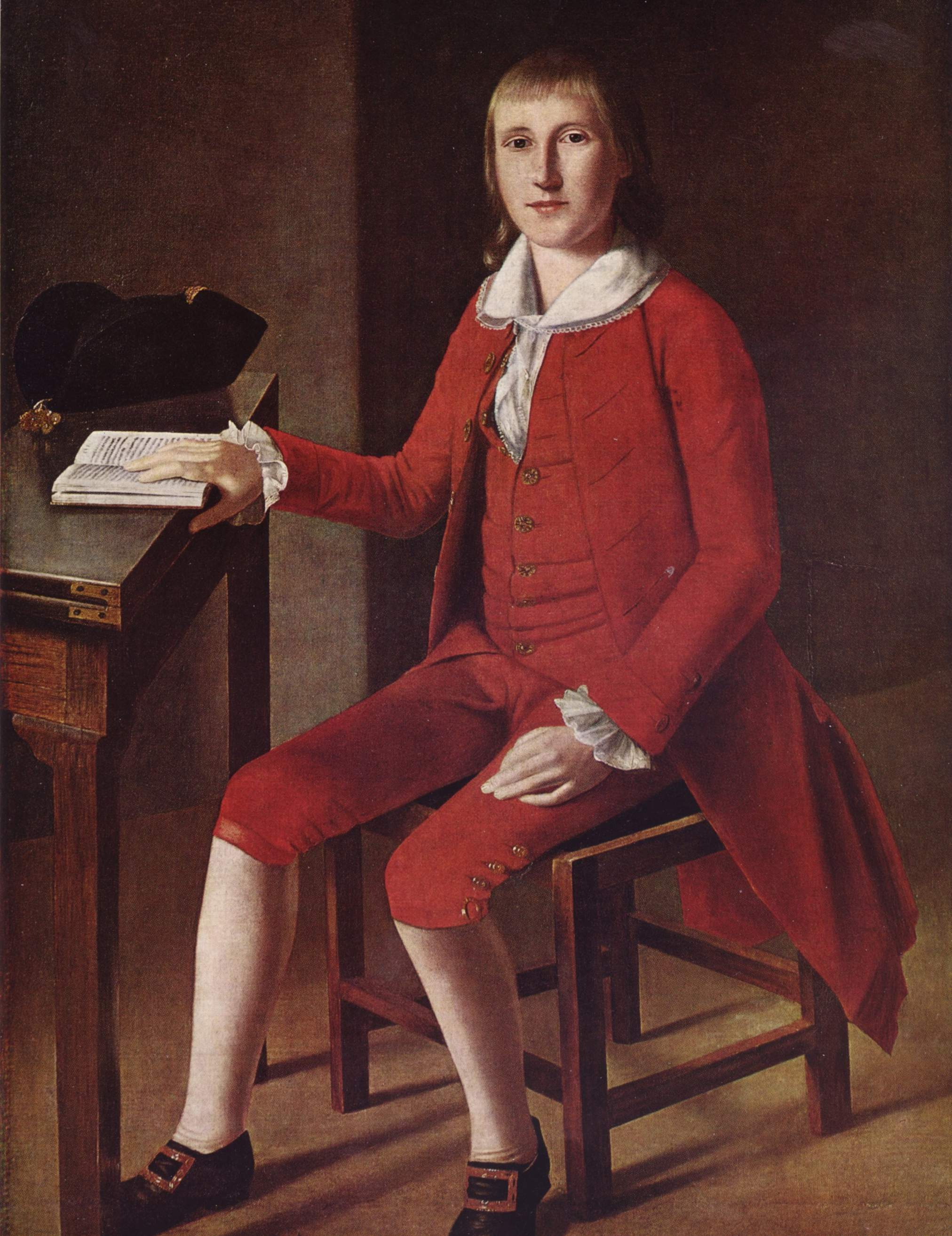
Porträt des William Carpenter, 1779

Ralph Earls Werk lässt sich in drei Schaffensphasen untergliedern.
Das Frühwerk (vor 1778) ist wenig bekannt. Die meisten dieser Werke gingen verloren, andere wurden Earl nur zugeschrieben, während die sechs Schlachtenszenen nur durch Doolittles Stiche überliefert sind. Das früheste der erhaltenen Gemälde ist das Ganzporträt des sitzenden Roger Sherman (1775/77). Sitzende Modelle sollte Earl durch seine gesamte Laufbahn hindurch bevorzugen. Das Werk zeigt, so wie das etwas später in England entstandene Porträt des William Carpenter eine umständliche und der Naiven Malerei verwandte Manier, die dem Werk einen altertümlichen Anschein verleiht. Diese letzte Eigenschaft wird ein konstantes Merkmal von Earls Werken bleiben, das auch die Lehrjahre in Benjamin Wests Atelier nicht restlos zu beseitigen vermögen. Die bereits in diesem frühen Porträt vorhandenen starken Licht- und Schattenkontraste, die Aufmerksamkeit, die der Künstler dem Detail widmet und seine Fähigkeit, den Charakter des Modells zu erfassen, werden auch in den späteren Arbeiten festzustellen sein.
Die zweite Schaffensphase (1778–1785) spiegelt die von dem Künstler während seines siebenjährigen Aufenthaltes in England vollbrachten Fortschritte wider. Seine wachsende künstlerische Fertigkeit gestattet es ihm, nun mit unterschiedlichen Formaten zu experimentieren, sich an schwierigere Bildaufbauten zu wagen und Interieurs oder Landschaften in den Hintergrund seiner Porträts einzubeziehen, wie in dem Porträt der Lady Willam mit ihrem Kind oder jenem des Masters Rees Goring Thomas. Gleichzeitig weichen die strengen Konturen einer geschmeidigeren, dem Auge gefälligeren Malweise, die sich auch, beispielsweise in dem Ganzporträt des General Gabriel Christie, durch einen raffinierteren Farbeinsatz auszeichnet.
Nach seiner Rückkehr in die Vereinigten Staaten (1785) räumt Earl in seinen Gemälden den Besitztümern seiner wohlhabenden Auftraggeber einen deutlich größeren Platz ein. Er porträtiert sie in ihren Ländereien vor ihren Gutshäusern, im Inneren ihrer Häuser, in ihren Bibliotheken oder kostspielig möblierten Salons, wobei in Letzteren zahlreiche der dargestellten Gegenstände Anspielungen auf die berufliche und soziale Stellung des Modells sind und diese unterstreichen. Dabei bewahrt er stets einen klaren Blick und erfasst unverblümt den Charakter seiner Auftraggeber und ihren Stolz auf die erworbenen Güter, deren Ansichten sie in teilweise sehr großformatigen Werken für die Nachwelt festhalten lassen.

## Werkauswahl
- 1775/77: Roger Sherman, New Haven (Connecticut), Yale University Art Gallery.
- 1779: William Carpenter, Worcester (Massachusetts), Art Museum
- 1783: Lady Williams und Kind, Öl auf Leinwand, 128 × 101 cm, USA, New York City, Metropolitan Museum of Art.
- 1783/84: Master Rees Goring-Thomas, Öl auf Leinwand, 167,6 × 121 cm, New York City, Metropolitan Museum of Art.
- 1784: Dr. Joseph Trumbull, Öl auf Leinwand, 76,5 × 63,5 cm
- 1784: General Gabriel Christie, Kansas City (Missouri), Nelson-Atkins Museum of Art.
- 1784: Jäger mit Gewehr und zwei Hunden, Leinwand, 221 × 168 cm, Worcester (Massachusetts), Art Museum.
- 1786: Baron von Steuben (Friedrich Wilhelm von Steuben), Leinwand, 124 × 105 cm, New Haven (Connecticut), Yale University Art Gallery.
- 1787: Mrs. Alexander Hamilton (Elizabeth Shuyler), Öl auf Leinwand, 80,7 × 68,3 cm, New York City, The Museum of the City of New York
- 1789: Daniel Boardman, Öl auf Leinwand, 207,4 × 140,4 cm, Washington, D.C., National Gallery of Art.
- 1789: Elijah Boardman, Öl auf Leinwand, 211 × 130 cm, Plainfield (New Jersey), Slg. C. B. Tyler.
- 1789: Esther Boardman, Öl auf Leinwand, 108 × 81,63 cm, New York City, Metropolitain Museum of Art
- 1790: Colonel William Taylor, Öl auf Leinwand, 123 × 97 cm, New York City, Buffalo, Albright-Knox Art Gallery.
- 1791: Marinus Willett, Öl auf Leinwand, New York City, Metropolitain Museum of Art
- 1791: Mrs. William Moseley mit ihrem Sohn Charles, Leinwand, 220 × 174 cm, New Haven (Connecticut), Yale University Art Gallery
- 1792: William Floyd, Öl
- 1792: John Phelps (der Ältere)
- 1792: Chief Justice and Mrs. Oliver Ellsworth, Hardford, Wadsworth Atheneum
- 1798 (circa): Gershom Burr, Leinwand, 91 × 84 cm, New York City, Slg. F. H. Lassiter.
- 1798: Mrs. Gershom Burr, Leinwand, 91 × 84 cm, New York City, Slg. W. K. Herrick.
- ???: Oliver und Abigail Wolcott Ellsworth, nach 1784

## Galerie

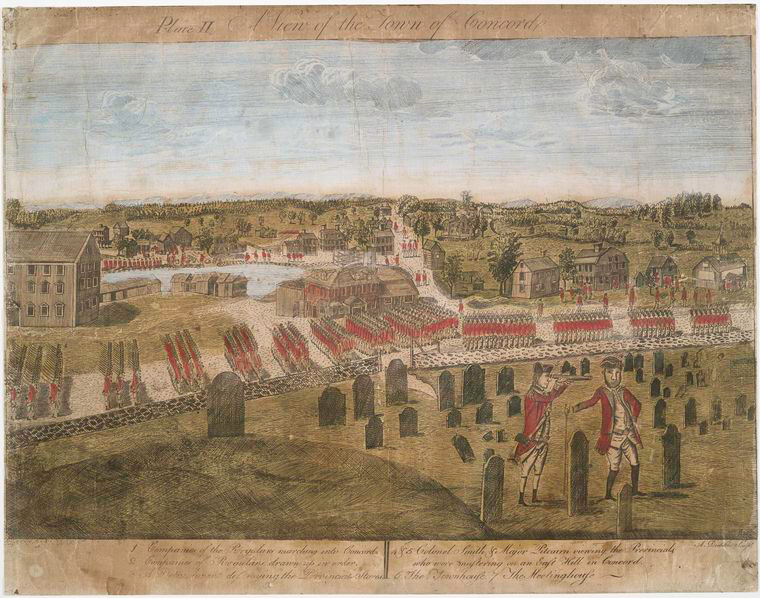
Ansicht von Concord, Stich von Doolittle nach Ralph Earl, 1775 herausgegeben
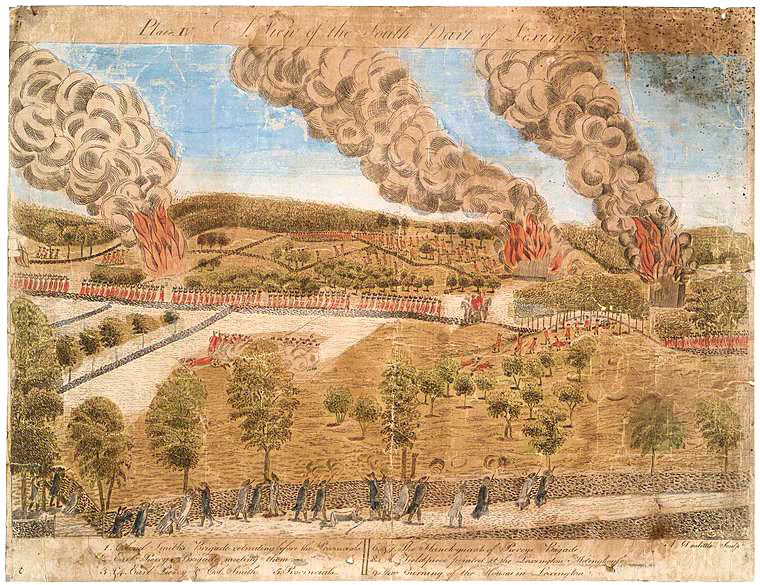
Ansicht des südlichen Teils von Lexington, Stich von Doolittle nach Ralph Earl, 1775 herausgegeben
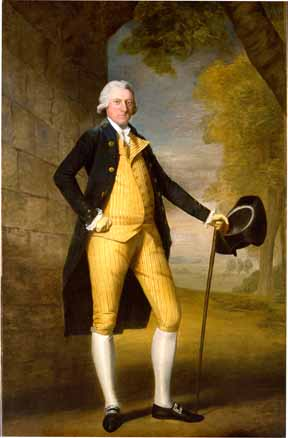
General Gabriel Christie, etwa 1784
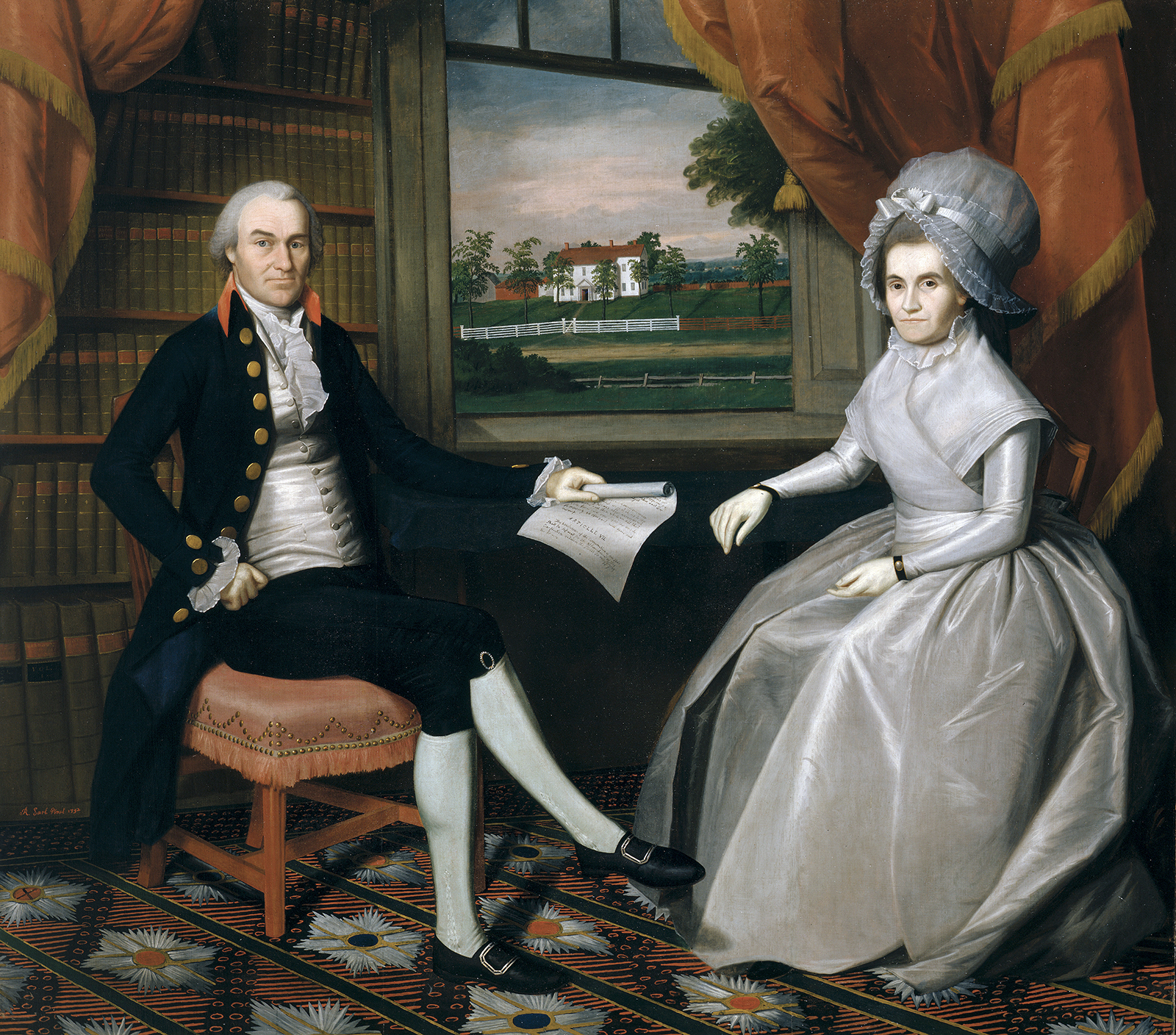
Oliver und Abigail Wolcott Ellsworth, nach 1784
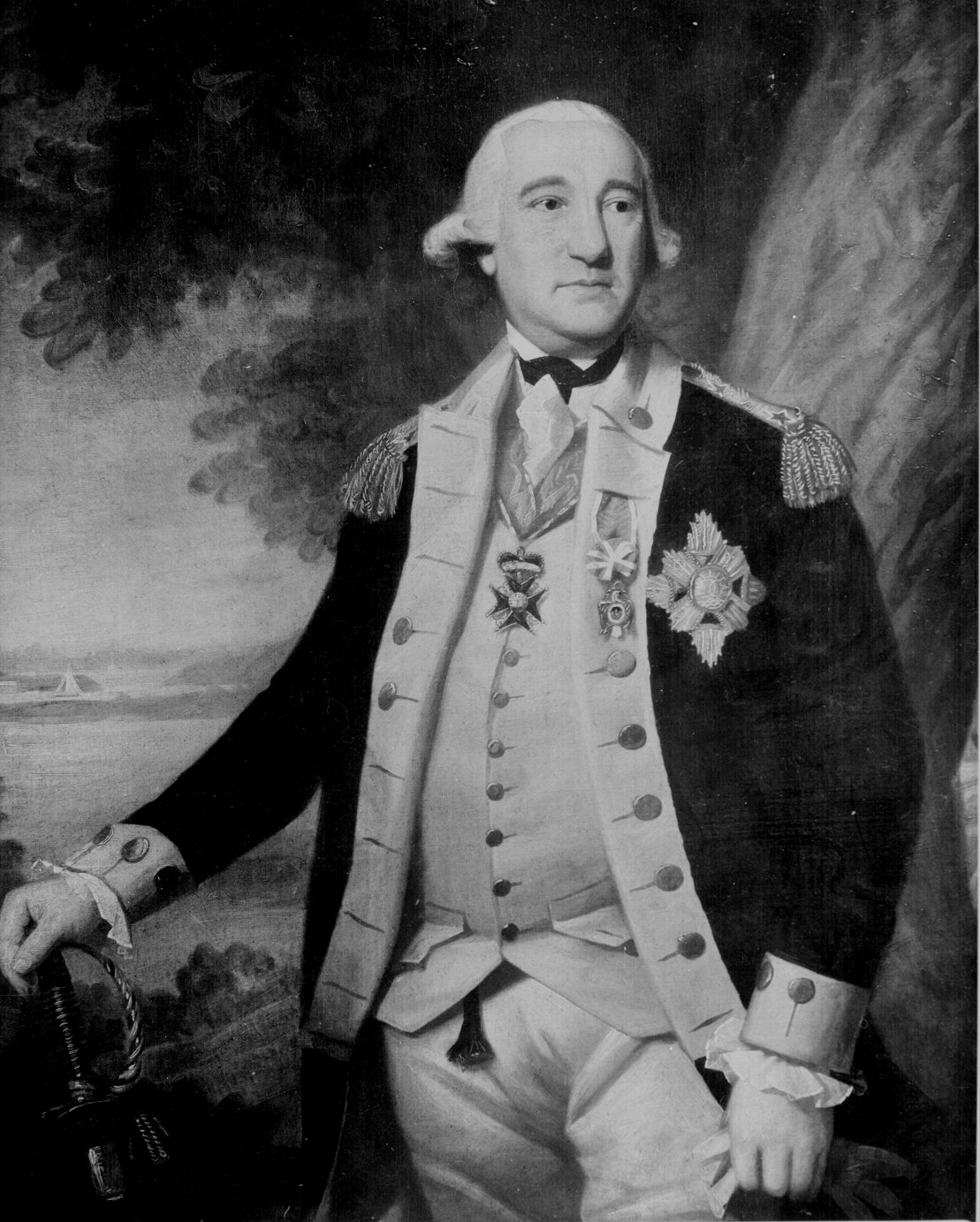
Baron von Steuben, 1786
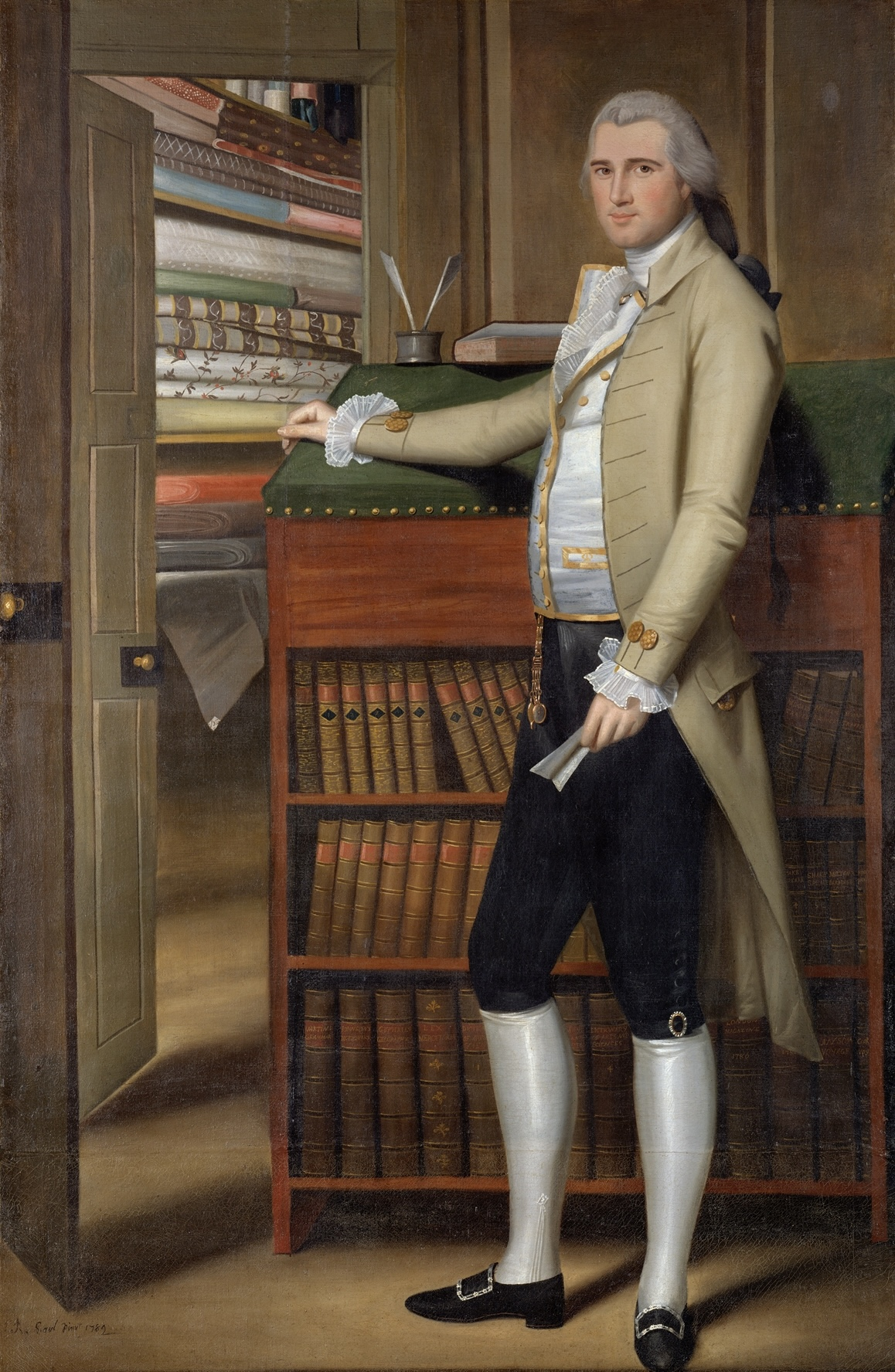
Elja Boardman, 1789
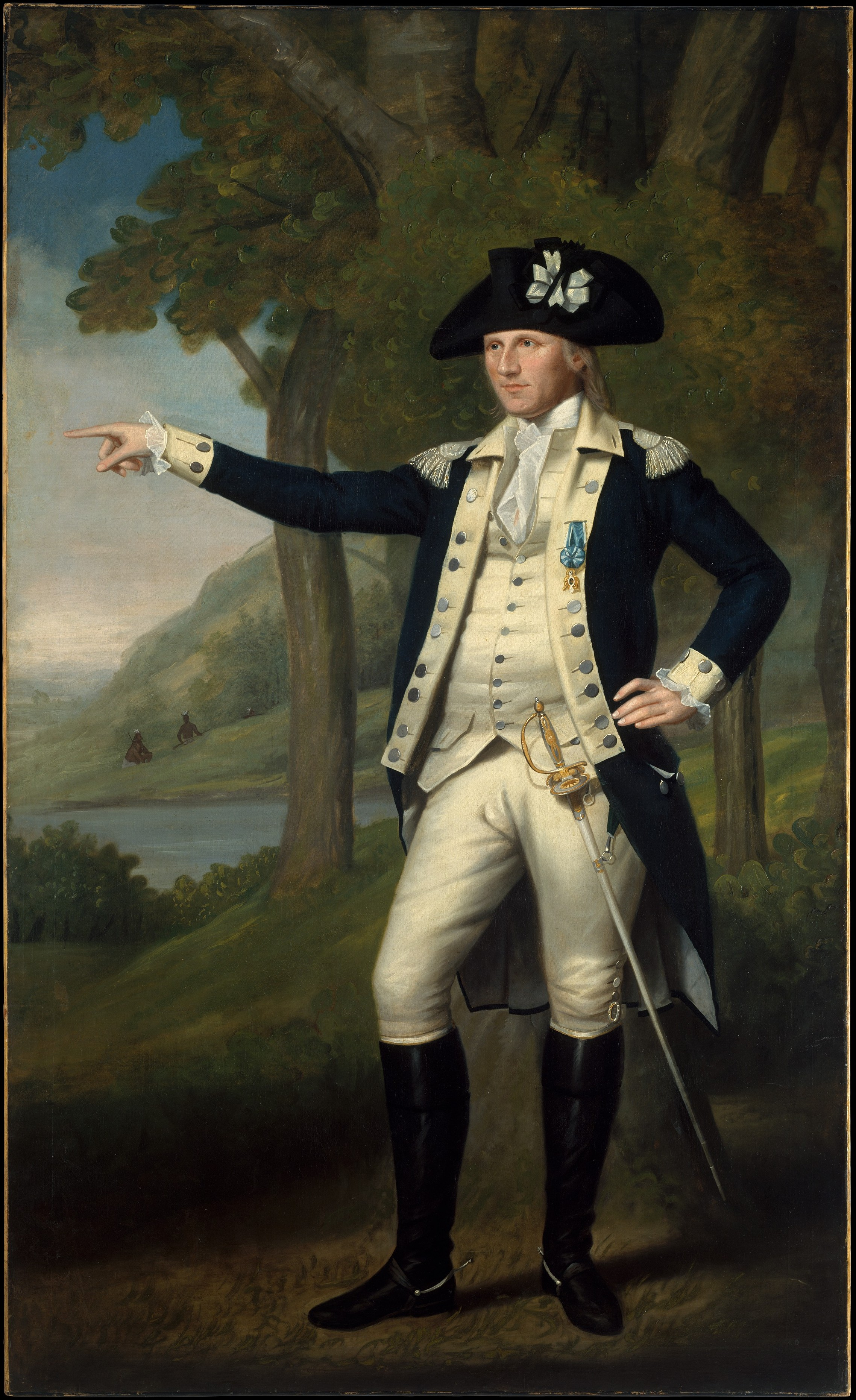
Marinus Willett, 1791
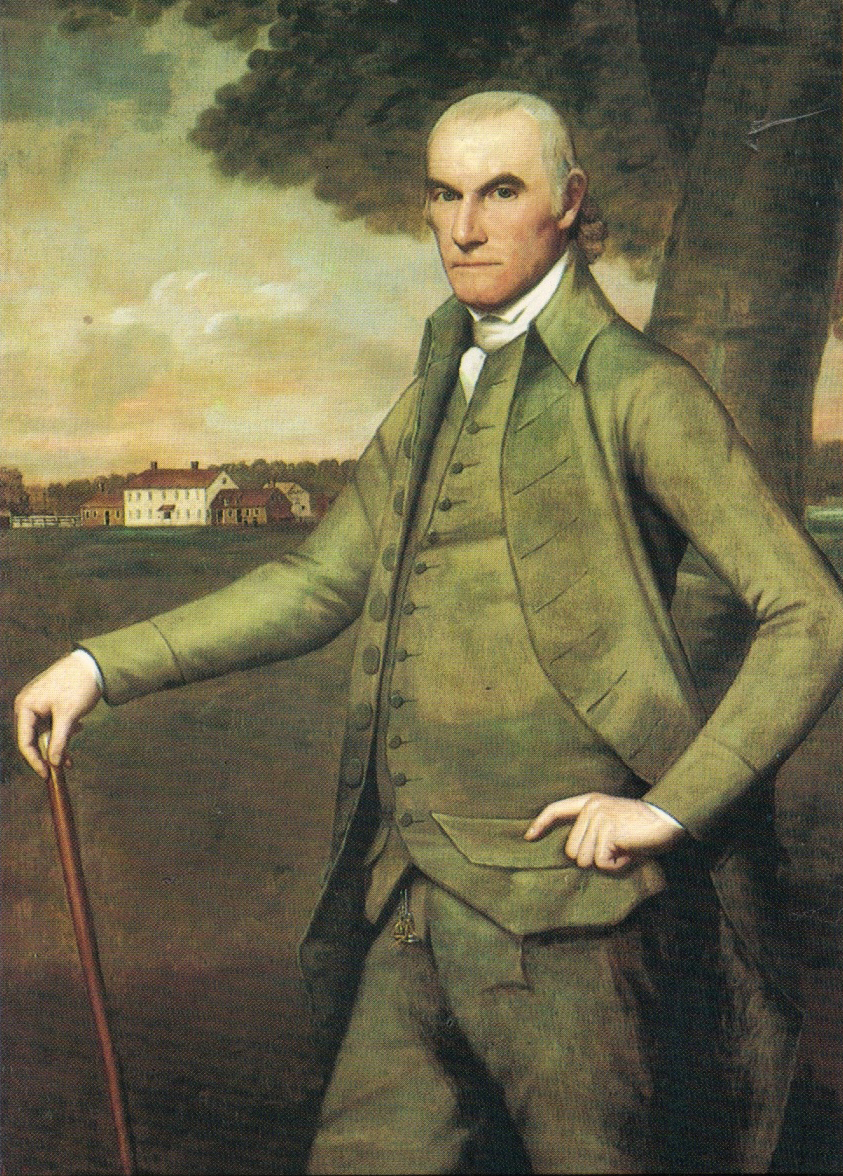
William Floyd, 1792 seitenverkehrt